# Lewistown (Missouri)
Pour les articles homonymes, voir Lewistown.
Lewistown est une ville du comté de Lewis, dans le Missouri, aux États-Unis,. Située au centre-ouest du comté, elle est fondée en 1871, baptisée en référence au comté de Lewis et incorporée en 1924.

## Démographie
Lors du recensement de 2010, la ville comptait une population de 534 habitants. Elle est estimée, en 2016, à 526 habitants.

### Source de la traduction
- (en) Cet article est partiellement ou en totalité issu de l’article de Wikipédia en anglais intitulé « Lewistown, Missouri » (voir la liste des auteurs).